# O Homem Que Roubou a Copa do Mundo
O Homem que Roubou a Copa do Mundo' é um filme brasileiro, do gênero comédia, produzido em 1961 e dirigido por Victor Lima.
Este filme retrata, de forma ficcional, o roubo da taça Jules Rimet. Ronald Golias e Grande Otelo eram os detetives encarregados de encontrar o troféu após seu desaparecimento. Curiosamente, 22 anos depois deste filme, a Jules Rimet de fato seria roubada, como imaginado no filme.

## Elenco
- Ronald Golias
- Grande Otelo
- Renata Fronzi
- Marivalda
- Maurício do Valle
- Tutuca
- Dary Reis
- Dorinha Duval
- Kleber Drable
- Ricardo Luna
- Braz Chediak
- Ângela Bonatti
- Arlindo Costa
- Billy Davis
- Aluizio de Castro
- Arnaldo Montel